# Schnee-Eier

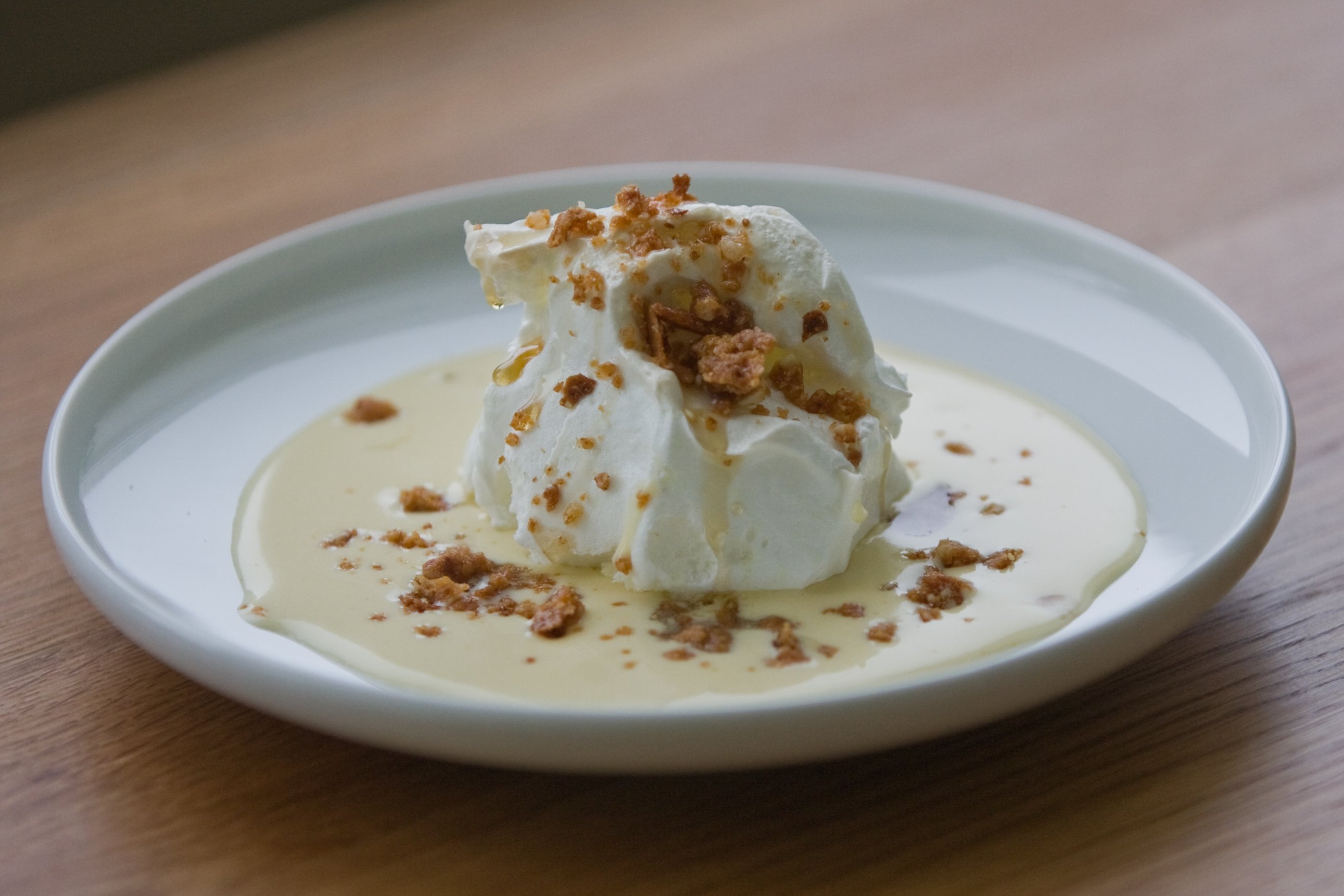
Schneeeier

Schneeeier (französisch Œufs à la neige), in Österreich Schneenockerl mit Kanarimilch (in Zentraleuropa auch „Vogelmilch“ in der jeweiligen Landessprache) sind eine Süßspeise aus in Milch gegarten Nocken aus Eischnee und englischer Creme oder Vanillesauce.
Zur Zubereitung wird fest geschlagenes, gesüßtes Eiklar löffelweise in heißer, süßer mit Vanille gewürzter Milch pochiert. Nach dem Erkalten werden die Nocken reichlich mit der Sauce übergossen und serviert. Zur Verfeinerung ist es üblich, noch etwas Karamellsirup darüberzugeben.
Beim ähnlichen Dessert Île flottante (auch îles flottantes, französisch für „schwimmende Insel[n]“) wird eine Baisermasse in größeren Portionen pochiert oder kurz im Mikrowellenherd gegart und dann, in Stücke zerteilt, in ein Bett aus englischer Creme gesetzt. Zur Dekoration überzieht man das Gericht mit Karamellfäden.